# Erlinda Hándal Vega
Erlinda Hándal Vega (* 16. September 1951 in San Salvador) ist eine el salvadorenische Politikerin der Frente Farabundo Martí para la Liberación Nacional.
Sie ist eines der drei Kinder von Blanca Vega Silva und Shafik Handal.
Sie wurde im Hospital Nacional Rosales in San Salvador geboren.
Ihre Jugend verbrachte sie in Santiago de Chile, wo sich ihr Vater von 1952 bis 1956 im Exil war.
Dort besuchte sie den Kindergarten Colegio Santa María Goretti und erlangte die Hochschulreife  am Liceo Miguel de Cervantes y Saavedra.
Bis 1975 war sie an der Universidad de El Salvador im Fach Medizin immatrikuliert.
Nach dem Massaker am 30. Juli 1975 in der Nähe des Hospital Nacional Rosales, erlangte sie ein Stipendium an der Lomonossow-Universität Moskau, wo sie 1979 sie ein Studium der Anorganischen Chemie  als Bachelor-, Master- und Doktor abschloss.
Vom 1. Juni 2009 bis 1. Juni 2019 war sie Staatssekretärin im Ministerium für Wissenschaft und Technologie in El Salvador in den Kabinetten von Mauricio Funes und Salvador Sánchez Cerén.
Am 22. Juli 2021 wurde sie verhaftet, die Fiscalia Unidad Especializada Contra el Lavado de Activos, UECLA, (Spezialeinheit der Staatsanwaltschaft gegen Geldwäsche) wirft ihr, wie 9 anderen Funktionären der FMLN, ungewöhnliche Transaktionen mit dem Ausland vor.